# آمیهای الیاهو
آمیهای بن الیاهو ( عبری: עמיחי בן אליהו‎  </link> ; متولد ۲۴ آوریل ۱۹۷۹)،  که معمولاً با نام آمیهای الیاهو ( عبری: עמיחי אליהו‎   شناخته می‌شود)</link> )، یک راست‌گرای افراطی اسرائیلی  سیاستمدار و فعال است که از سال ۲۰۲۲ به عنوان وزیر میراث فرهنگی در حال خدمت است. الیاهو همچنین پس از انتخابات پارلمانی اسرائیل در سال ۲۰۲۲ برای مدت کوتاهی به عنوان عضو کنست برای قدرت یهودی نمایندگی کرد.
در سال ۲۰۲۳، الیاهو به دلیل پیشنهادش مبنی بر استفاده از سلاح های هسته ای در نوار غزه در جنگ ۲۰۲۳ اسرائیل و حماس مورد توجه بین المللی قرار گرفت. او ساکن شهرک ریمونیم در کرانه باختری است.

## زندگینامه
او متدلد اورشلیم و بزرگ شده شلومی، شهری در شمال اسرائیل است. او پسر شموئل الیاهو و نوه مردخای الیاهو، خاخام ارشد سابق سفاردی اسرائیل است. او در یشیواهای مختلف در سراسر کشور شرکت کرد و در طول خدمت ارتش اسرائیل در تیپ چتربازان خدمت کرد.

## زندگی سیاسی
قبل از پیوستن به قدرت یهودی، او از حامیان حزب اتحادیه ملی بود. الیاهو در انتخابات پارلمانی اسرائیل در سال ۲۰۲۲ در فهرست حزب قدرت یهودی در رتبه چهارم قرار گرفت  و نماینده پارلمان شد.
او در ۲۹ دسامبر ۲۰۲۲ وزیر امور اورشلیم و میراث اورشلیم شد و در اول ژانویه ۲۰۲۳ به عنوان بخشی از قانون نروژ از کنست استعفا داد.

## دیدگاه های سیاسی
الیاهو از مخالفان سرسخت پیشنهادهای راه حل دو کشوری است و خط سبز را "خط ساختگی" توصیف می کند. او از الحاق کامل کرانه باختری به اسرائیل حمایت می کند و از اسرائیل خواسته است که «حاکمیت خود را بر منطقه یهودا و سامره تحمیل کند».
الیاهو از پلیس و نیروهای دفاعی اسرائیل (IDF) به دلیل رفتار ترجیحی با فلسطینیان در کرانه باختری نسبت به شهرک نشینان انتقاد کرده‌است. در اوت ۲۰۲۳، او ادعا کرد که «سرویس‌های ارتش اسرائیل، پلیس و [امنیتی] در سه دهه گذشته» «نگاه جهانی جمعیت فلسطین را اتخاذ کرده‌اند که به طور خودکار شهرک نشینان را مجرم می‌داند».
الیاهو همچنین خواستار اعدام اسرای فلسطینی شده است. در دسامبر ۲۰۲۳، او گفت که اسرائیل «باید نوار غزه را به طور کامل پس از جنگ اشغال کند» و شهرک‌های اسرائیلی در آن بسازد.

### جنجال در مورد تسلیحات هسته ای ۲۰۲۳
در مصاحبه با رادیو کول براما در طول جنگ ۲۰۲۳ اسرائیل و حماس، الیاهو ادعا کرد که استفاده از سلاح های هسته ای "یکی از احتمالات" هنگام بحث در مورد گزینه های اسرائیل در اقدام نظامی جاری خود در نوار غزه است و افزود: "راه دوم این است که کشف کنید که چه چیزی برای آنها مهم است، چه چیزی آنها را می ترساند، چه چیزی آنها را منصرف می کند ... آنها از مرگ نمی ترسند." وی همچنین از آوارگی فلسطینیان غزه حمایت کرد و گفت: آنها می توانند به ایرلند یا صحرا بروند، هیولاهای غزه باید خودشان راه حلی پیدا کنند. او همچنین به ورود کمک‌های بشردوستانه به غزه اعتراض کرد و گفت: «ما کمک‌های بشردوستانه را به نازی‌ها تحویل نمی‌دهیم» و هیچ «غیرنظامی غیر نظامی در غزه» وجود ندارد.

#### پاسخ عمومی
بیانیه الیاهو بلافاصله در داخل و خارج از اسرائیل جنجال برانگیخت. اظهارات او توسط یایر لاپید، رهبر مخالفان و نخست وزیر پیشین محکوم شد، که آن را "یک اظهارنظر وحشتناک و جنون آمیز" توصیف کرد و خواستار اخراج وی از کنست شد. الیاهو همچنین توسط بنی گانتس رهبر وحدت ملی و یوآف گالانت وزیر دفاع محکوم شد. جری کارول، عضو مجمع ایرلند شمالی، اظهارات الیاهو را در پاسخ به پیشنهاد او مبنی بر خروج فلسطینی‌ها از غزه و انتقال آن‌ها به ایرلند محکوم کرد.
در پاسخ، الیاهو از اظهارات خود دفاع کرد و ادعا کرد که "هر فرد عاقلی" می‌داند که این اظهارات "استعاری" است، اما همچنان از "پاسخ قدرتمند و نامتناسب به تروریسم" حمایت می کند. نخست وزیر بنیامین نتانیاهو اظهارات وی را رد کرد و از تعلیق جلسات کابینه خود خبر داد. با این حال، الیاهو در رای گیری تلفنی کابینه در اواخر همان روز شرکت کرد. گزارش شده است که ایتامار بن گویر، وزیر امنیت ملی به نمایندگی از الیاهو مداخله کرده است.

## زندگی شخصی
الیاهو متاهل و دارای شش فرزند است. او در ریمونیم، یک شهرک اسرائیلی در کرانه باختری زندگی می کند.